# Home Island
Home Island (Palau Selma in malese) è una delle sole 2 isole abitate delle Cocos, insieme a West Island. Fa parte dell'atollo South Keeling Islands nell'Oceano Indiano.
La sua più grande città è Bantam e la popolazione è malese e indonesiana e in prevalenza musulmana.

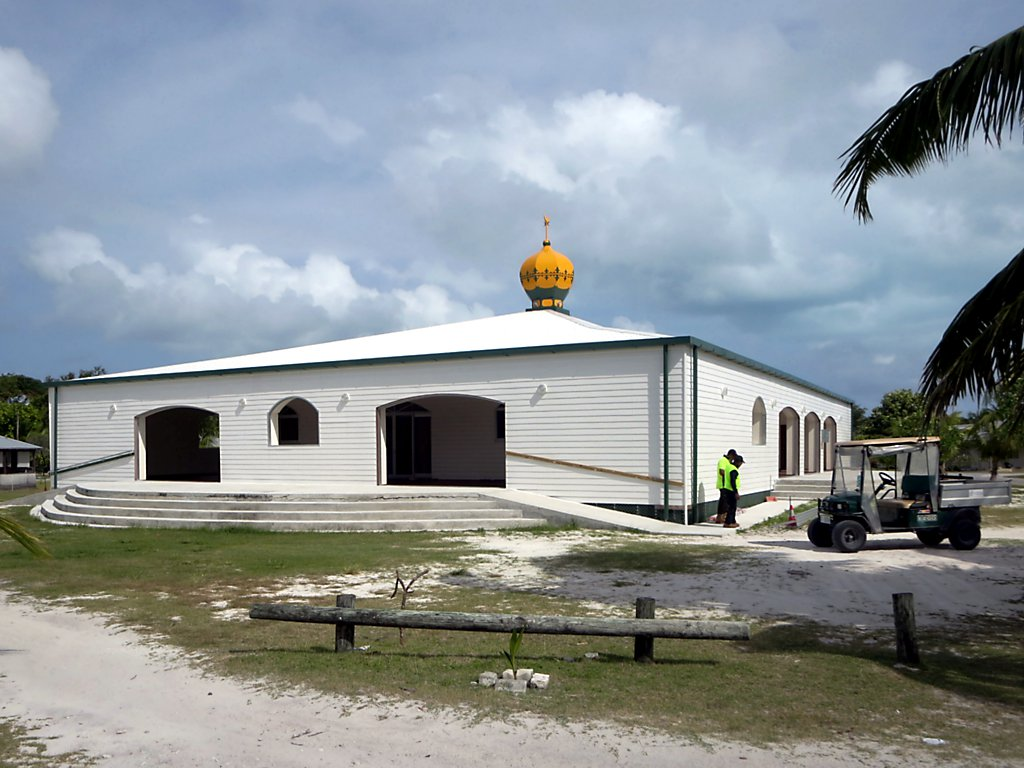
Moschea di Home Island

## Storia
L'isola è stata scoperta nel 1609 da Wiliam Keeling durante un viaggio di ritorno dalle Indie Orientali.
Nel 1825 il marinaio scozzese John Clunies-Ross piantò una bandiera britannica sull'isola pensando di tornarci dopo. Poco tempo dopo anche un ricco inglese di nome Alexander Hare andò sull'isola e ci stabilì la sua residenza, portandosi 40 donne malesi.
2 anni dopo John tornò con la moglie, i figli, la suocera e 8 marinai e quando trovò Hare sull'isola si arrabbiò e iniziò una disputa che vide vincitori John e i marinai. Hare lasciò l'isola e John Clunies-Ross invitò dei Malesi ad andare sull'isola.

### Impero britannico
L'isola fu annessa insieme alle altre all'impero Britannico nel 1857 e John diventò sovrintendente. 
Furono affidate tutte le isole dell'atollo nel 1878 al governatore di Ceylon, che ne diventò funzionario. 
Nel 1886 la Regina Vittoria concesse le isole a John per sempre.

### Prima guerra mondiale
Il 9 novembre 1914, poco al largo dell'isola si combatté una battaglia navale tra l'incrociatore tedesco Ermen e l'australiano HMAS Sydney che vide vincitore gli australiani.

### Seconda guerra mondiale
Dopo la battaglia di Singapore l'isola passò nei mani dei Giapponesi che però non fecero nessun massacro e si limitavano a mandare un aereo una volta al mese. Alla fine della guerra l'isola andò a Singapore.

### 1946 - presente
Nel 1955 l'isola passò da Singapore all'Australia.
Nel 1970 l'Australia comprò a forza l'isola per 6,5 milioni di dollari australiani ma secondo il contratto la famiglia Clunies-Ross poteva tenere la loro villa Oceania House, sull'isola. Nel 1983 però il governo australiano tolse la casa e mandò il capofamiglia a Perth..
Di recente ci sono stati problemi tra gli abitanti perché la consistente parte musulmana dell'isola subisce episodi di razzismo.